# 戴苏理
戴苏理（1919年—2000年），山西省襄垣县人，中华人民共和国政治人物。

## 生平
1937年，加入山西牺牲救国同盟会，历任中共长治县委组织委员兼二区区委书记、长治县游击支队党总支部书记，中共壶关县工委书记、县委书记，中共陵川县委书记，太南区党委、晋豫区党委组织科科长兼晋豫三地委组织部部长，太岳区党委机关组织科科长，中共太岳一地委委员兼长子县委书记、地委民运部长。1947年，任豫陕鄂区、豫西区六地委书记。中华人民共和国成立后，担任中共河南省南阳地委书记。1952年，起任中共河南省委组织部副部长、河南省委常委、省委秘书长。1959年兼任河南省政协常委。1965年，任中共河南省委书记处候补书记。文化大革命期间遭受迫害。1973年，担任中共河南省委副书记、省革委会副主任。1977年任中共河南省委书记。两年后兼任河南省副省长。1981年，任中共河南省委书记、河南省代省长、省长。1982年，改中共辽宁省委常务书记、中共辽宁省委书记。此后担任中顾委委员。